# جوزيف د. وليامز
جوزيف د. وليامز (بالإنجليزية: Joseph D. Williams)‏ هو عسكري أمريكي، (ولد في لبانون في الولايات المتحدة 1818  م).